# 余市車站
余市車站（日语：／ Yoichi eki */?）是由北海道旅客鐵道（JR北海道）所經營的鐵路車站，位於日本北海道余市郡余市町。此站是函館本線的鐵路車站，也是所在地余市町的主要車站。此站在被俗稱為「山線」的函館本線中是上下車乘客量數一數二的主要車站之一，甚至有專門往返行駛於小樽與余市兩站之間的區域班車。
此站在行政上屬於JR北海道本社（札幌總部）的直轄範圍，為直營車站。特急「北海」、急行「二世谷」與「雷電」等優等列車皆在此停靠。

## 相鄰車站
北海道旅客鐵道（JR北海道）
■函館本線
■臨時特急「特急新雪谷」
俱知安（S23）－余市（S18）－小樽（S15）
■快速「Niseko Liner」、■普通
仁木（S19）－余市（S18）－蘭島（S17）

### 曾經存在的路線
余市臨港軌道
余市臨港軌道線
余市－黑川町